# Трошмарія
45°19′ пн. ш. 15°16′ сх. д. / 45.32° пн. ш. 15.27° сх. д.
Трошмарія (хорв. Trošmarija) — населений пункт у Хорватії, в Карловацькій жупанії у складі міста Огулин.

## Населення
Населення за даними перепису 2011 року становило 127 осіб.
Динаміка чисельності населення поселення: